# Kanada i olympiska sommarspelen 2020
Kanada deltog med 381 idrottare vid de olympiska sommarspelen 2020 i Tokyo som hölls mellan den 23 juli och 8 augusti 2021 efter att ha blivit framflyttad ett år på grund av coronaviruspandemin. Totalt tog truppen 24 medaljer varav sju guld.

## Medaljörer
| Medalj       | Namn | Sport         | Gren                             | Datum     |
| ------------ | --- | ------------- | -------------------------------- | --------- |
| Guld         | Margaret MacNeil | Simning       | Damernas 100 m fjärilsim         | 26 juli   |
| Guld         | Maude Charron | Tyngdlyftning | Damernas 64 kg                   | 27 juli   |
| Guld         | Susanne Grainger Kasia Gruchalla-Wesierski Madison Mailey Sydney Payne Andrea Proske Lisa Roman Christine Roper Avalon Wasteneys Kristen Kit | Rodd          | Damernas åtta med styrman        | 30 juli   |
| Guld         | Andre De Grasse | Friidrott     | Herrarnas 200 m                  | 4 augusti |
| Guld         | Damian Warner | Friidrott     | Herrarnas tiokamp                | 5 augusti |
| Guld         | Kanadas damlandslag i fotboll Janine Beckie, Kadeisha Buchanan, Gabrielle Carle, Allysha Chapman, Jessie Fleming, Vanessa Gilles, Julia Grosso, Jordyn Huitema, Stephanie Labbé, Ashley Lawrence, Adriana Leon, Erin McLeod, Nichelle Prince, Quinn, Jayde Riviere, Deanne Rose, Sophie Schmidt, Desiree Scott, Kailen Sheridan, Christine Sinclair, Évelyne Viens, Shelina Zadorsky | Fotboll       | Damernas turnering               | 6 augusti |
| Guld         | Kelsey Mitchell | Cykling       | Damernas sprint                  | 8 augusti |
| Silver       | Kayla Sanchez Margaret MacNeil Taylor Ruck Rebecca Smith Penny Oleksiak | Simning       | Damernas 4 × 100 m frisim        | 25 juli   |
| Silver       | Jennifer Abel Melissa Citrini-Beaulieu | Simhopp       | Damernas parhoppning i svikthopp | 25 juli   |
| Silver       | Kylie Masse | Simning       | Damernas 100 m ryggsim           | 27 juli   |
| Silver       | Kylie Masse | Simning       | Damernas 200 m ryggsim           | 31 juli   |
| Silver       | Laurence Vincent-Lapointe | Kanotsport    | Damernas C-1 200 meter           | 4 augusti |
| Silver       | Mohammed Ahmed | Friidrott     | Herrarnas 5 000 m                | 6 augusti |
| Silver · [a] | Jerome Blake Aaron Brown Andre De Grasse Brendon Rodney | Friidrott     | Herrarnas 4 × 100 m stafett      | 6 augusti |
| Brons        | Jessica Klimkait | Judo          | Damernas 57 kg                   | 26 juli   |
| Brons        | Jenna Caira, Emma Entzminger, Larissa Franklin, Jennifer Gilbert, Sara Groenewegen, Kelsey Harshman, Victoria Hayward, Danielle Lawrie, Janet Leung, Joey Lye, Erika Polidori, Kaleigh Rafter, Lauren Regula, Jennifer Salling, Natalie Wideman | Softboll      | Damernas turnering               | 27 juli   |
| Brons        | Catherine Beauchemin-Pinard | Judo          | Damernas 63 kg                   | 27 juli   |
| Brons        | Penny Oleksiak | Simning       | Damernas 200 m frisim            | 28 juli   |
| Brons        | Caileigh Filmer Hillary Janssens | Rodd          | Damernas tvåa utan styrman       | 29 juli   |
| Brons        | Kayla Sanchez Margaret MacNeil Kylie Masse Sydney Pickrem Taylor Ruck Penny Oleksiak | Simning       | Damernas 4 × 100 m medley        | 1 augusti |
| Brons        | Andre De Grasse | Friidrott     | Herrarnas 100 m                  | 1 augusti |
| Brons        | Lauriane Genest | Cykling       | Damernas keirin                  | 5 augusti |
| Brons        | Evan Dunfee | Friidrott     | Herrarnas 50 kilometer gång      | 6 augusti |
| Brons        | Katie Vincent Laurence Vincent-Lapointe | Kanotsport    | Damernas C-2 500 meter           | 7 augusti |

a  Kanada slutade på tredje plats i herrarnas 4 x 100 meter stafett. Den 18 februari 2022 blev Storbritanniens lag diskvalificerade från herrarnas 4 x 100 meter stafett på grund av dopning och fråntagna sin silvermedalj. Kanada blev då tilldelade silvermedaljen och Kina fick bronset.